# مولشيم
مولسايم (بالفرنسية: Molsheim)‏ هي بلدية فرنسية تقع في إقليم الراين الأسفل من منطقة ألزاس في شمال شرق فرنسا. تبلغ مساحة هذه المدينة 10.85 (كم²)، وترتفع عن سطح البحر 180 م، يبلغ عدد سكانها 9382 نسمة حسب إحصاء المعهد الوطني للإحصاء والدراسات الاقتصادية سنة 2009 م. وترأس [[Laurent Furst (PR)]] البلدية خلال فترة (2008 - 2014).

## أعلام
- فرانسوا جوزيف ويسترمان

## وصلات خارجية
- صفحة البلدية على موقع المعهد الوطني للإحصاء والدراسات الاقتصادية (بالفرنسية)